# フィリップ・ルンプフ
フィリップ・ルンプフ（Peter Philipp Rumpf、1821年12月19日 - 1896年1月16日）はドイツの画家、版画家である。

## 略歴
フランクフルト・アム・マインで菓子職人の息子に生まれた。父親の仕事を学んだ後、1836年にフランクフルトの美術学校(Staatliche Hochschule für Bildende Künste)に入学し、彫刻を学んだが、1838年に絵画に転じ、ヤーコブ・ベッカーやヴェンデルシュタット(Carl Friedrich Wendelstadt)、ハインリヒ・フォン・ルスティーゲ、ヤーコブ・フュルヒテゴット・ディールマンに学んだ。
1844年に金持ちの娘のための美術学校を開き1860年までこの学校を続けた。1852年にパリに出て、フランスの風景画家、ジャン＝バティスト・カミーユ・コローや写実主義の画家、ギュスターヴ・クールベの作品を学んだ。同じフランクフルトの美術学校で学んだ、アントン・ブルガーもパリを訪れた。その後、ミュンヘンやドレスデンや北イタリアも訪れた。
1875年にアントン・ブルガーやディールマンが住み、作品を制作していたフランクフルトに近い別荘地、クローンベルク・イム・タウヌスに移り、「クローンベルクの芸術家村(Kronberger Malerkolonie)」のメンバーの一人として活動した。1890年にフランクフルトに戻った。
油彩以外にも水彩画や版画も描いた。1888年にルクセンブルク大公アドルフによって、宮廷画家、美術学校」の教授に任じられた。
息子のエミル・ルンプフ(Emil Rumpf:1860–1948)も画家になり、馬の絵を得意とした。

## 作品
- 「籐椅子で読書する少女」
- 「バイエルンの少女」(1843)
- 「泉での少女」(1847)
- 「娘のテクラ」